# 吉田幸兵衛
吉田 幸兵衛（よしだ こうべえ、1836年（天保7年） - 1907年（明治40年）10月3日）は、幕末から明治にかけて活動した日本の実業家。横浜の代表的な生糸売込商人の一人である。

## 来歴
上野国山田郡大間々（現・群馬県みどり市）にて、地元の旧家であった吉田和五郎家の長男として生まれた。吉田家は新川村（群馬県勢多郡新里村を経て現・桐生市）の本家吉田権右衛門を中心とした有力な富農であり、吉田和五郎家はその分家である（権右衛門は和五郎の甥）。吉田家は農業のみならず商業、金融にも携わり、幸兵衛も10代の終わり頃より糸繭商をはじめ家業を手伝い商売を学んだ。家業の米や木炭の販売のため、江戸にもたびたび足を運んだ。
安政6年（1859年）6月の横浜開港後はいち早く9月に横浜での生糸販売を始める。翌万延元年（1860年）以降は、故郷の上野国にとどまらず陸奥国の糸も集荷して販売した。幸兵衛は、実家や本家のほかに桐生や安中の商人からも資金提供を受け、その財力で多くの生糸を集めた。当初は幕府の生糸売込商の認可（外国商館との直接取引が可能となる）がなく、横浜の売込商の下で販売をおこなっていたが、経済的な成長により3年後には幕府の売込商認可を得た。26歳のとき横浜出身の商人吉村屋忠兵衛から営業権を譲り受け、吉村屋幸兵衛として弁天通に店を持つ。
文久元年（1861年）より、川越藩の藩専売を行う5つの御用商人（野沢屋、遠州屋、大橋屋、永喜屋、吉村屋）の一つとなり、川越藩の領地であった前橋近辺の前橋糸を主に取扱い、売込手数料収入を中心とした生糸売込商として急速に発展する。戊辰戦争の時期も生糸の生産・集荷には大きな影響はなく、慶応4年・明治元年（1868年）には100万両を超える売上を記録した。明治維新後の12月に明治新政府から「横浜商法司為替御用達」に任命され、太政官札の貸付にも携わった。明治政府とも関係を持った幸兵衛は、明治3年（1870年）に大蔵省の命による銀行制度視察団の一員として、伊藤博文らとともにアメリカ合衆国を訪問している。
しかし、明治2年（1869年）になると川越藩（この時点では城地移動により前橋藩）をはじめとする各藩が、手数料分の減収をなくすため生糸専売から御用商人をはずして直売所を設けた。さらに明治3年（1870年）に勃発した普仏戦争（翌年終結）により海外の生糸需要が激減した。こうした情勢の変化は生糸売込商に打撃を与えて吉村屋も窮地に立ったが、それまでの資本の蓄積により乗り切ることができた。
一方、明治政府は生糸貿易の発展のために大きな売込商人を援助する政策をとり、融資機関として明治2年（1869年）に横浜為替会社が設立されると、幸兵衛はその頭取に任命された。その後新たに明治5年（1872年）に設置された第二国立銀行の設立にも他の有力生糸売込商人とともに大株主として参画する。諸藩が廃藩置県で明治4年（1871年）になくなり、政府は明治6年（1873年）に「生糸製造取締規則」「生糸販売鑑札渡方規則」を制定して、売込商が構成する「生糸改会社」の検査を流通の条件とした。これにより売込商は「流通機構の頂点の地位」を保障された。横浜では、明治10年（1877年）に売込商が自主的に「生糸検査所」を設立した。
しかし、幸兵衛は明治11年（1879年）に突然渋沢成一郎（渋沢喜作）に吉村屋の営業権を譲渡し引退する。理由について、はっきりしたことは不明であるが、横浜開港資料館調査研究員の西川武臣は、この時期に輸出生糸の相手国にアメリカが大きな比率を占めるようになり、アメリカからは器械糸や改良座繰糸といった品質の高い製品を求められるようになった情勢から、日本の売込商も従来の座繰糸の生産者に代わってそうした製品を手がける生産者を開拓する必要があったが、その部分での競争に敗れたのではないかと推測している。
その後、渋沢喜作の渋沢商会が明治20年代にかけて生糸売込商として、原善三郎の亀屋や茂木惣兵衛の野沢屋と並ぶほどとなり、吉村屋の地位をほぼ継承している。
営業権譲渡後の幸兵衛は弁天通の店から本町六丁目に居を移し、晩年は東京市日本橋区浜町で隠居生活を送っていたが、明治40年（1907年）10月4日に気管支病で死去した。
墓地は横浜市西区久保山にある。
幸兵衛を含めた吉田家の関係者による書簡や帳簿が昭和30年代に本家の末裔宅の蔵から大量に発見され（横浜開港資料館が解読）、大きな生糸売込商の実態を伝える貴重な資料となっている。